# Katarakt (typ vodopádu)

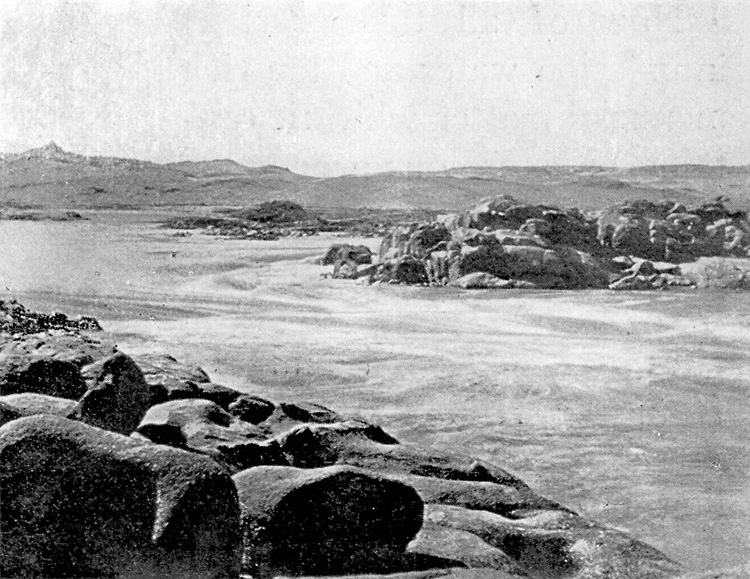
Šestý nilský katarakt

Katarakt je původně řecký výraz (καταρράκτης) pro peřeje ve vodních tocích.
V současné době se výraz katarakt používá pro označení nízkého stupňovitého vodopádu případně souvislého peřejnatého úseku řeky s velmi vysokým spádem. Ve vodáckém názvosloví je katarakt mezistupněm mezi peřejí a vodopádem, často na mezi sjízdnosti.
Nejznámějšími jsou katarakty na řece Nilu.